# Hide Out (Roman)
Hide Out ist ein 2011 erschienener Jugendroman des deutschen Autors Andreas Eschbach.
Als Fortsetzung des Romans Black Out ist er der zweite Teil der Out-Reihe.
Der dritte Band trägt den Titel „Time Out“ und stellt das Ende der Trilogie dar.

## Inhalt
Jeremiah Jones versucht seine Frau zu überzeugen, vor der Kohärenz in sein Camp zu fliehen, was ihm anfangs nicht gelingt. Nachdem sie allerdings von der Kohärenz überfallen wird und dieser nur durch ein von Jeremiah abgestelltes Einsatzteam entkommt, ändert sie ihre Meinung.
Christopher fühlt sich unterdessen im Camp mehr und mehr als Außenseiter und findet das primitive Überleben anstrengend. Sein der Kohärenz entrissener Vater findet in dieser Zeit wieder zu sich selbst zurück. Er kann der Gruppe und Christopher nützliche Informationen über die Kohärenz geben, beispielsweise, dass sie plant, Christopher eine Falle zu stellen, und dass der Defekt an seinem Chip durch zwei von ihm entfernte Pins zustande kommt.
Im Camp wird der Plan entwickelt, die Existenz der Kohärenz öffentlich zu machen. Zu diesem Zweck fährt Madonna Two Eagles, ein Indianermädchen und eine begabte Sängerin, mit Christopher in ein Internet-Café. Von dort aus will dieser mit Hilfe eines anderen Hackers, genannt „Pentabyte-Man“, eine Massenmail losschicken. Um zu testen, wie viele Leute die Mail überhaupt wahrnehmen, fügt er einen Link zu einem Musikvideo von seiner Freundin Madonna ein, da sich so die Aufrufe leicht überwachen lassen.
Zeitgleich erreicht das Camp die Nachricht, dass sowohl das Camp als auch ihr FBI-Informant aufgeflogen sind, woraufhin es sofort aufgelöst wird und Kyle, George und Serenity zu Christopher und Madonna fahren. Sie erscheinen kurz nachdem Christopher infolge des wiederhergestellten Mobilfunknetzes durch einen Virus der Kohärenz angegriffen und nur durch einen spontanen Kuss von Madonna gerettet wurde.
Die kleine Gruppe versucht danach, den mit den anderen Campbewohnern ausgemachten Treffpunkt zu erreichen, schafft dies allerdings nicht rechtzeitig, da der Virus versucht, Christophers Chip wieder an die Kohärenz anzuschließen, und er deshalb nur in Gebieten ohne Mobilfunknetz übernachten kann. Währenddessen hören sie im Radio, dass das Video von Madonna mittlerweile weltbekannt ist und man nun nach der Künstlerin sucht. Währenddessen muss Jeremiahs Gruppe erneut fliehen, da die Polizei auch vom Treffpunkt erfahren hat.
Christopher entwickelt einen Plan, fährt zusammen mit George heimlich davon und hinterlässt Kyle, Serenity und Madonna die Nachricht, sie sollten nach Seattle fahren und Madonna zu einem Musikstar machen, damit sie dem Rest der Welt von der Kohärenz erzählen könne.
Die Campbewohner sind nach erfolglosen Versuchen, unabhängige Medien für sich zu gewinnen, auf der Farm einer alten Bekannten von Jeremiah untergekommen. Christopher und George sind unterdessen bei einem Freund Georges in einem Indianerreservat und Christopher hackt sich in einen koreanischen Server, auf dem er aufgrund der Chipbezeichnung und Pentabyte-Mans Suchmaschine die Baupläne für den Chip vermutet. Nachdem er die Pläne erhalten und analysiert hat, stellt er fest, dass die Kohärenz einen Fehler beim Chipdesign gemacht hat und er sich durch die Implantierung eines zweiten manipulierten Chips viel stärkere Fähigkeiten im Feld der Kohärenz verschaffen und die Wirkung des Chips aufheben kann.
Währenddessen ruft Kyle auf Drängen Madonnas hin während der Fahrt nach Seattle Zack von Horn, den Musikproduzenten, an, was sich als Fehler herausstellt, da die Kohärenz sie somit schon erwartet. Nachdem George und Christopher von Upgradern gefunden wurden und nur durch ein geheimes Deckenversteck entkommen konnten, werden sie auf der Flucht von zwei Upgradern in einem Sägewerk gestellt. Durch einen Unfall sterben die beiden Upgrader, wodurch George und Christopher fliehen können.
George implantiert Christopher einen zweiten manipulierten Chip. Kyle, Madonna und Serenity werden bei ihrer Ankunft bei Zack van Horn von der Kohärenz festgesetzt und können nur dank Christophers Hilfe und durch seine neuen Fähigkeiten mit Zack van Horn und seiner Frau entkommen. Sie finden heraus, dass Zack von Horn Vorstand der unabhängigen amerikanischen Medien ist, ihnen also bei der Bloßstellung der Kohärenz sehr gut helfen kann. Außerdem erfahren sie, dass die Campbewohner in einem alten Atomschutzbunker aus der Zeit des Kalten Krieges untergekommen sind, genannt „Hide Out“.